# Pleurocera alveare
Pleurocera alveare är en snäckart som först beskrevs av Conrad 1834.  Pleurocera alveare ingår i släktet Pleurocera och familjen Pleuroceridae. IUCN kategoriserar arten globalt som sårbar. Inga underarter finns listade i Catalogue of Life.